# Bardscha
Bardscha (arabisch برجا, DMG Barǧā, auch: Barja al-Chouf, برجا الشوف / Barǧā š-Šūf) ist eine küstennahe Stadt im Libanon im Verwaltungsdistrikt Chouf im Gouvernement Libanonberg. Die Stadt hatte 2012 ca. 31.500 Einwohner.

## Lage
Bardscha liegt 32 km südlich von Beirut; auf halber Strecke zwischen der Hauptstadt und Sidon. Die Stadt umfasst eine Fläche von 729 ha. Der höchste Punkt liegt auf 310 m über dem Meer.

## Geschichte
Der Name „Bardscha“ stammt aus dem griechischen, von 'Ta Eparchia' (dt. kulturelles Zentrum). Eine weitere Theorie führt den Namen auf syrisch 'Burgas' (dt. Hügel mit Blick auf das Meer) zurück. Die Einwohner von Bardscha werden gewöhnlich als 'Bardschawi' bezeichnet.
Bardscha wurde erst in der Mitte des 20. Jahrhunderts angelegt. In der Gegend gibt es von Natur aus fruchtbare Böden, Quellen sowie Kalkstein-Vorkommen, außerdem profitierte Bardscha von seiner strategisch günstigen Lage an der Küste des Libanon. Früher waren Landwirtschaft und Textilverarbeitung die vorherrschenden Wirtschaftszweige.
Das verheerende Erdbeben von 1956 zerstörte große Teile der Stadt. Seitdem hat die Stadt eine stetige Entwicklung durchgemacht und die Schäden von damals sind modernen Gebäuden gewichen.
Während des Libanesischen Bürgerkrieges (1975–1990) emigrierten viele junge Menschen in alle Welt. Durch die Unterstützung der Rafiq al-Hariri-Stiftung wurde ihnen eine Ausbildung an ausländischen Universitäten ermöglicht.
In der Stadt gibt es heute noch Beispiele für den traditionellen Architekturstil der Region. Die Hauptgeschäftsstraße Al-Ain Avenue erstreckt sich zwischen drei großen Hügeln und gibt immer wieder den Blick frei auf das Levantische Meer.
Seit der Jahrtausendwende hat Bardscha eine rapide Verwestlichung und Verbesserung der Infrastruktur erlebt. Auch Kino, europäische Musik und Video-Spiele haben Einzug gehalten. In Bardscha leben aufgrund der ausgebauten Verkehrswege viele Berufspendler nach Beirut, die aber zumeist am Wochenende nach Hause kommen.

## Klima
Es herrscht ein mediterranes Klima, das durch heiße und trockene Sommer und Frühlings- und Herbstregen gekennzeichnet ist. Die Temperaturen bewegen sich zwischen 11 und 27 °C.

## Vegetation
Rund um die Stadt gedeihen Pinienwälder, Olivenhaine und es gibt eine ganze Reihe von Parks.

## Religion
Der überwiegende Teil der Bevölkerung sind Sunniten.

## Persönlichkeiten
- Khaled Hadadi (* 1956), Politiker und Physiker